# Campionati mondiali di pugilato dilettanti 1978
I Campionati mondiali di pugilato dilettanti del 1978 (AIBA World Boxing Championships) si sono tenuti a Belgrado, Jugoslavia, dal 6 al 20 maggio.

## Risultati

### Pesi Minimosca
| Medaglia | Atleta           | Paese       |  |
| -------- | ---------------- | ----------- |  |
|          | Stephen Muchoki  | Kenya       |  |
|          | Jorge Hernández  | Cuba        |  |
|          | Armando Guevara  | Venezuela   |  |
|          | Richard Sandoval | Stati Uniti |  |

### Pesi Mosca
| Medaglia | Atleta              | Paese            |  |
| -------- | ------------------- | ---------------- |  |
|          | Henryk Średnicki    | Polonia          |  |
|          | Héctor Ramírez      | Cuba             |  |
|          | Alexander Mikhailov | Unione Sovietica |  |
|          | Ishi Koki           | Giappone         |  |

### Pesi Gallo
| Medaglia | Atleta             | Paese          |  |
| -------- | ------------------ | -------------- |  |
|          | Adolfo Horta       | Cuba           |  |
|          | Fazlija Szacirović | Jugoslavia     |  |
|          | Stephan Förster    | Germania Ovest |  |
|          | Chung Kim Chil     | Corea del Sud  |  |

### Pesi Piuma
| Medaglia | Atleta               | Paese      |  |
| -------- | -------------------- | ---------- |  |
|          | Ángel Herrera        | Cuba       |  |
|          | Bratislav Ristić     | Jugoslavia |  |
|          | Roman Gotfryd        | Polonia    |  |
|          | Antonio Esperragozza | Venezuela  |  |

### Pesi Leggeri
| Medaglia | Atleta           | Paese            |  |
| -------- | ---------------- | ---------------- |  |
|          | Andeh Davidson   | Nigeria          |  |
|          | Vladimir Sorokin | Unione Sovietica |  |
|          | René Weller      | Germania Ovest   |  |
|          | Lutz Käsebie     | Germania Est     |  |

### Pesi Superleggeri
| Medaglia | Atleta            | Paese            |  |
| -------- | ----------------- | ---------------- |  |
|          | Valery Lvov       | Unione Sovietica |  |
|          | Memet Bogujevci   | Jugoslavia       |  |
|          | Jean-Claude Ruiz  | Francia          |  |
|          | Karl-Heinz Krüger | Germania Est     |  |

### Pesi Welter
| Medaglia | Atleta            | Paese            |  |
| -------- | ----------------- | ---------------- |  |
|          | Valery Rachkov    | Unione Sovietica |  |
|          | Miodrag Perunović | Jugoslavia       |  |
|          | Roosevelt Green   | Stati Uniti      |  |
|          | Ernst Müller      | Germania Est     |  |

### Pesi Superwelter
| Medaglia | Atleta           | Paese            |  |
| -------- | ---------------- | ---------------- |  |
|          | Viktor Savchenko | Unione Sovietica |  |
|          | Luis Martinez    | Cuba             |  |
|          | Jerzy Rybicki    | Polonia          |  |
|          | Ilya Ilyev       | Bulgaria         |  |

### Pesi Medi
| Medaglia | Atleta          | Paese      |  |
| -------- | --------------- | ---------- |  |
|          | José Gomez      | Cuba       |  |
|          | Tarmo Uusivirta | Finlandia  |  |
|          | Slobodan Kačar  | Jugoslavia |  |
|          | Ilya Angelov    | Bulgaria   |  |

### Pesi Mediomassimi
| Medaglia | Atleta           | Paese            |  |
| -------- | ---------------- | ---------------- |  |
|          | Sixto Soria      | Cuba             |  |
|          | Tadija Kačar     | Jugoslavia       |  |
|          | Nikolay Erofyeev | Unione Sovietica |  |
|          | Herbert Bauch    | Germania Est     |  |

### Pesi Massimi
| Medaglia | Atleta            | Paese        |  |
| -------- | ----------------- | ------------ |  |
|          | Teófilo Stevenson | Cuba         |  |
|          | Dragomir Vujković | Jugoslavia   |  |
|          | Carlos Rivera     | Venezuela    |  |
|          | Jürgen Fanghänel  | Germania Est |  |

## Medagliere
| Posizione | Nazione          |    |    |    | Totale |
| 1         | Cuba             | 5  | 3  | 0  | 8      |
| 2         | Unione Sovietica | 3  | 1  | 2  | 6      |
| 3         | Polonia          | 1  | 0  | 2  | 3      |
| 4         | Kenya            | 1  | 0  | 0  | 1      |
| 4         | Nigeria          | 1  | 0  | 0  | 1      |
| 6         | Jugoslavia       | 0  | 6  | 1  | 7      |
| 7         | Finlandia        | 0  | 1  | 0  | 1      |
| 8         | Germania Est     | 0  | 0  | 5  | 5      |
| 9         | Venezuela        | 0  | 0  | 3  | 3      |
| 10        | Bulgaria         | 0  | 0  | 2  | 2      |
| 10        | Germania Ovest   | 0  | 0  | 2  | 2      |
| 10        | Stati Uniti      | 0  | 0  | 2  | 2      |
| 13        | Francia          | 0  | 0  | 1  | 1      |
| 13        | Giappone         | 0  | 0  | 1  | 1      |
| 13        | Corea del Sud    | 0  | 0  | 1  | 1      |
| Totale    | Totale           | 11 | 11 | 22 | 44     |